# Cherax snowden
Cherax snowden (лат.) — вид десятиногих раков рода Cherax из семейства Parastacidae. Обнаружены в Индонезии: Западное Папуа.

## Распространение
Исходный ареал в Индонезии: провинция Западное Папуа (бассейн реки Оинсок, округ Савиат, полуостров Чендравасих, или Kepala Burung Peninsula). Живут в притоках пресноводных рек на острове Новая Гвинея.

## Описание
Длина самцов — около 10 см (самки — 7 см). Тело субовальное, слегка сжатое с боков. Основная прижизненная окраска зеленоватая с различными оттенками (зеленовато-коричневым и голубовато-зелёным), кончики клешней оранжевые.
Первые экземпляры нового вида исследователи держали в руках ещё в 2006 году, а затем купили через интернет-магазин ещё несколько штук. Оказалось, что известный у любителей во многих странах Европы, Восточной Азии и Америки как «orange tip» или «green orange tip» и популярный при разведении в декоративных целях рак является совершенно новым для науки таксоном.
Научное описание вида было впервые опубликовано в августе 2015 года немецкими зоологами Кристианом Лукхаупом (Christian Lukhaup, Берлинский университет имени Гумбольдта, Хинтервайденталь), Йёрном Пантеляйтом и Анне Шримпф (Jörn Panteleit, Anne Schrimpf; Институт экологии Университета Кобленц-Ландау, Ландау, Германия), которые назвали его в честь бывшего агента американских спецслужб Эдварда Сноудена (Edward Joseph Snowden) за его вклад в защиту свободы слова.